# Grimsdaleinella
Grimsdaleinella es un género de foraminífero bentónico de la familia Bolivinidae, de la superfamilia Bolivinoidea, del suborden Buliminina y del orden Buliminida. Su especie tipo es Grimsdaleinella spinosa. Su rango cronoestratigráfico abarca desde el Turoniense hasta el Coniaciense (Cretácico superior).

## Discusión
Clasificaciones previas incluían Grimsdaleinella en el suborden Rotaliina del orden Rotaliida.

## Clasificación
Grimsdaleinella incluye a las siguientes especies:
- Grimsdaleinella spinosa